# Districte de Michalovce
El districte de Michalovce - (eslovac) Okres Michalovce - és un dels 79 districtes d'Eslovàquia. Es troba a la regió de Košice, a l'est del país. Té una superfície de 1.019,26 km², i el 2013 tenia 110.768 habitants. La capital és Michalovce.

## Demografia
| Godina             | 1994    | 2004    | 2014    | 2024    |
| ------------------ | ------- | ------- | ------- | ------- |
| Nombre de persones | 107.477 | 109.322 | 110.714 | 107.936 |
| Diferència         |         | +1,71%  | +1,27%  | −2,50%  |

| Godina             | 2023    | 2024    |
| ------------------ | ------- | ------- |
| Nombre de persones | 108.132 | 107.936 |
| Diferència         |         | −0,18%  |

## Llista de municipis

### Ciutats
- Michalovce
- Strážske
- Veľké Kapušany

### Pobles
Bajany | Bánovce nad Ondavou | Beša | Bracovce | Budince | Budkovce | Čečehov | Čičarovce | Čierne Pole | Drahňov | Dúbravka | Falkušovce | Hatalov | Hažín | Hnojné | Horovce | Iňačovce | Ižkovce | Jastrabie pri Michalovciach | Jovsa | Kačanov | Kaluža | Kapušianske Kľačany | Klokočov | Krásnovce | Krišovská Liesková | Kusín | Lastomír | Laškovce | Lesné | Ložín | Lúčky | Malčice | Malé Raškovce | Markovce | Maťovské Vojkovce | Moravany | Nacina Ves | Oborín | Oreské | Palín | Pavlovce nad Uhom | Petrikovce | Petrovce nad Laborcom | Poruba pod Vihorlatom | Pozdišovce | Ptrukša | Pusté Čemerné | Rakovec nad Ondavou | Ruská | Senné | Slavkovce | Sliepkovce | Staré | Stretava | Stretavka | Suché | Šamudovce | Trhovište | Trnava pri Laborci | Tušice | Tušická Nová Ves | Veľké Raškovce | Veľké Slemence | Vinné | Vojany | Voľa | Vrbnica | Vysoká nad Uhom | Zalužice | Závadka | Zbudza | Zemplínska Široká | Zemplínske Kopčany | Žbince
1. 1 2  «Počet obyvateľov podľa pohlavia - obce (ročne) [om7102rr_obce=AREAS_SK]».   Statistical Office of the Slovak Republic, 31-03-2025. [Consulta: 31 març 2025].